# 18 (numero)
Diciotto (cf. lingua latina duodeviginti, greco ὀκτωκαίδεκα) è il numero naturale dopo il 17 e prima del 19.

## Proprietà matematiche
- È un numero pari.
- È un numero composto e ha i seguenti sei divisori: 1, 2, 3, 6 e 9, 18. Poiché la somma dei divisori (escluso il numero stesso) è 21 > 18 è un numero abbondante.
- È un numero ettagonale.
- È un numero piramidale pentagonale.
- È un numero idoneo.
- È un numero di Ulam.
- È un numero di Harshad nel sistema di numerazione decimale.
- 18 = 9 + 9 e il suo rovescio 81 = 9 * 9.
- È un numero semiperfetto.
- È un numero scarsamente totiente.
- È uguale alla somma delle cifre del suo cubo: 18^3 = 5832; {\displaystyle 5+8+3+2=18}
- È la somma di due quadrati, 18 = 3² + 3².
- È uguale al doppio della somma delle sue cifre, 18 = 2*(1+8).
- È parte delle terne pitagoriche (18, 24, 30), (18, 80, 82).
- È il settimo numero della successione di Lucas, dopo l'11 e prima del 29.
- È un numero a cifra ripetuta nel sistema di numerazione posizionale a base 5 (33) e in quello a base 8 (22).
- È un numero pratico.
- È un numero rifattorizzabile in quanto divisibile per il numero dei propri divisori.

## Chimica
- È il numero atomico dell'argon (Ar).

## Astronomia
- 18D/Perrine-Mrkos è una cometa periodica del sistema solare
- 18 Melpomene è un asteroide della fascia principale battezzato così in onore della Musa Melpomene.
- M 18 è un ammasso aperto situato nella costellazione del Sagittario.
- NGC 18 è una stella doppia della costellazione di Pegaso.

## Astronautica
- Cosmos 18 è un satellite artificiale russo.

## Simbologia

### Religione
- La passione di Gesù durò diciotto ore.

### Storia
- 18 brumaio: nella Francia rivoluzionaria segnò il passaggio dal Direttorio al Consolato.
- 18 luglio: dies Alliensis – giorno "nefasto" del calendario romano; non era possibile compiere nessuna azione, né in pubblico né in privato, che non fosse strettamente necessaria.

### Smorfia
- Nella smorfia il numero 18 è il sangue.

## Convenzioni

### Calendario
- È il numero di anni in cui nella maggior parte dei paesi (fra cui l'Italia) si acquisisce la maggiore età.

### Istruzione
- Nel sistema universitario italiano è il voto minimo per superare un esame: al di sotto del 18 si è bocciati.

### Sport
- È il numero di buche in un campo da golf.